# Малбери (Северна Каролина)
Малбери (енгл. Mulberry) насељено је место без административног статуса у америчкој савезној држави Северна Каролина.

## Демографија
По попису из 2010. године број становника је 2.332, што је 63 (2,8%) становника више него 2000. године.
| Група             | 2000.         | 2010.         |
| Белци             | 2.222 (97,9%) | 2.193 (94,0%) |
| Афроамериканци    | 15 (0,7%)     | 23 (1,0%)     |
| Азијати           | 3 (0,1%)      | 8 (0,3%)      |
| Хиспаноамериканци | 12 (0,5%)     | 90 (3,9%)     |
| Укупно            | 2.269         | 2.332         |